# Dacha

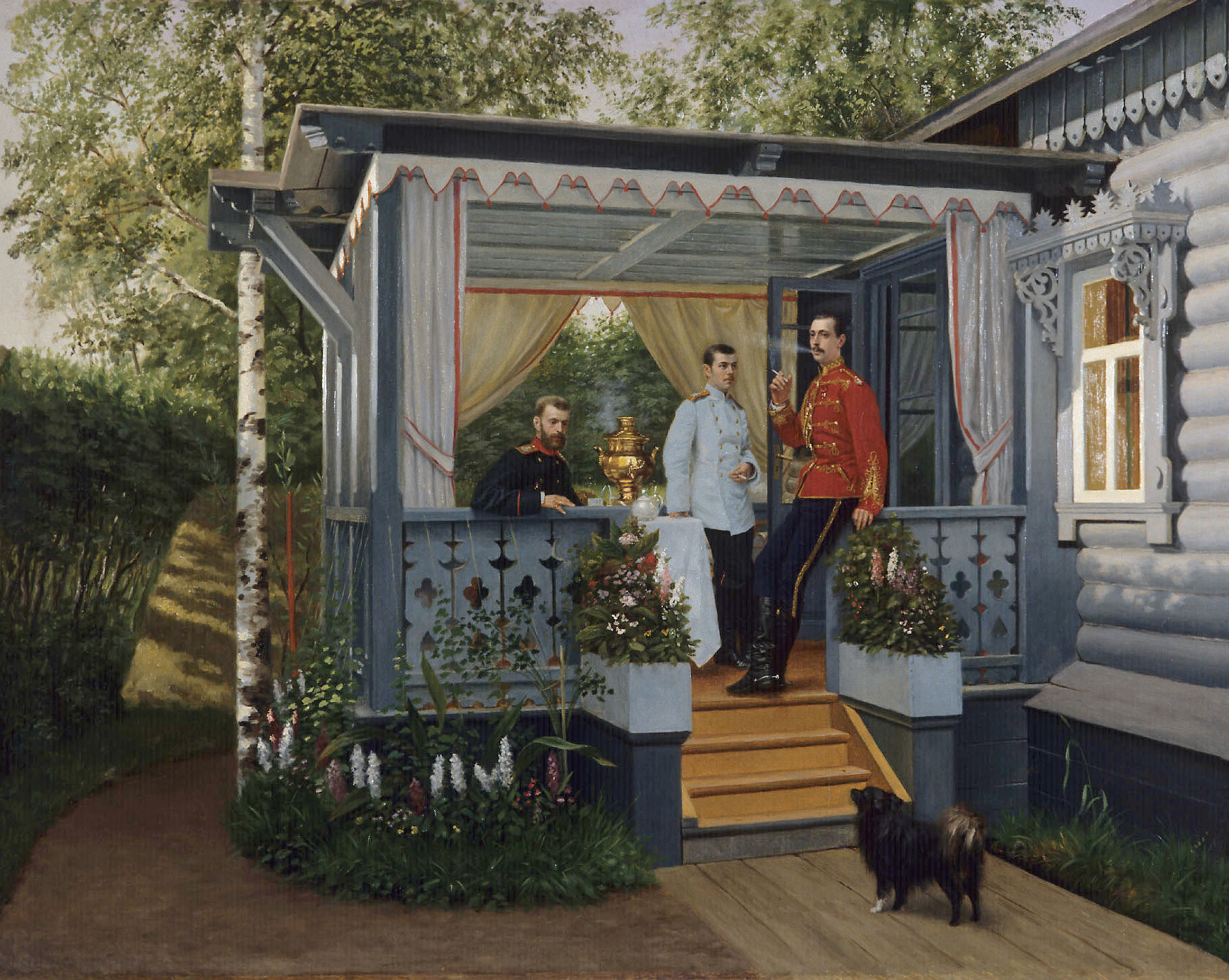
Grandes Príncipes de Rusia (futuro Nicolás II en el centro) en la dacha real de Tsárskoye Seló, finales de los 1880, pintura de Nikolái Dmítriev-Orenburgski.

Una dacha (en ruso: дачаⓘ) es una casa de campo, habitualmente de una familia urbana, que se usa estacionalmente. Se puso de moda entre la clase media rusa desde finales del siglo XIX, lo que se reflejó en El jardín de los cerezos, famosa obra de teatro escrita por Antón Chéjov en 1904.

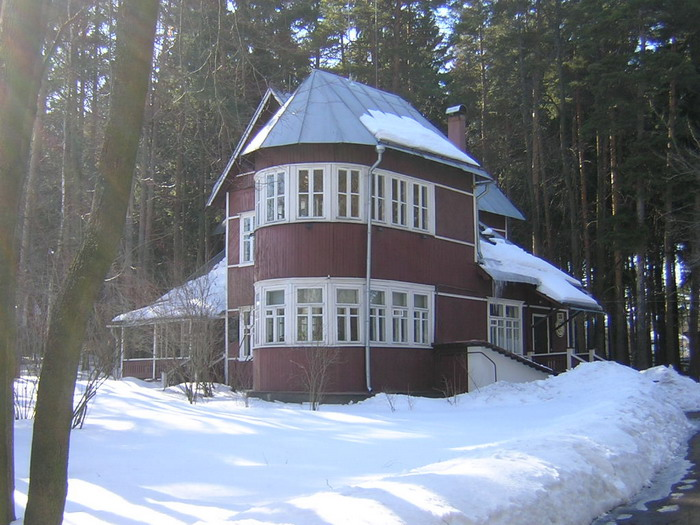
Dacha de Borís Pasternak en Peredélkino.

Generalmente pequeñas, incluso en algunos casos se trata de simples cabañas de madera que solo se pueden utilizar en el verano, cuando los intensos fríos del invierno ceden. Sin embargo, también puede tratarse de casas de gran tamaño, varias plantas y numerosas comodidades.
En Rusia existe toda una «cultura de la dacha», ya que muchas personas lo toman como hobby, cuidan las cabañas y sus jardines. La huerta es una parte fundamental de la dacha, donde el urbanita pone en práctica el cultivo de alimentos sanos. 
En la antigua Unión Soviética, la dacha se asociaba a las casas que usaban los altos dirigentes del Partido Comunista. De hecho, la residencia oficial de Stalin entre 1934 y 1953 fue la Dacha de Kúntsevo en las afueras de Moscú donde el político falleció el 5 de marzo de 1953. 
A principios del siglo XXI, alrededor de 30 millones de ciudadanos rusos poseían una dacha.
La palabra proviene del verbo dat (дать) —«dar» en ruso— y designa en un principio un refugio de verano «dado» por el zar a un miembro de la corte.